# Limbo (musikalbum)
Limbo är ett musikalbum från 1999 av rockgruppen Eldkvarn. Albumet är bandets 22:a och det första de gav ut på skivbolaget MNW efter 15 år på EMI.

## Historia
Sångaren och låtskrivaren Plura Jonsson skrev till denna skiva sin första pianobaserade låt, "Som om du var här", som är präglad av hans mors bortgång ett par år tidigare. Detta gäller även andra låtar på skivan, särskilt "Huvudet högt" som trots detta bildar albumets ljusa avslutning.
I den långa, mörka bluesen "27" återvänder Plura till sin uppväxtstad Norrköping där han "går rakt genom minnen" och konstaterar att "det är inte min stad längre". Texten varvar nutid och dåtid och har en lätt psykedelisk karaktär ("Vi gick mot döden bland skuggorna i parken / Vi såg hur de landade tefaten på marken").
Hela albumet är inspirerat av Bob Dylans Time Out of Mind som kom 1997.
År 2000 kom EP:n Limbo+ med fyra låtar från inspelningarna av albumet som inte fick plats, däribland titelspåret.

## Låtlista

### AlbumetLimbo
Alla låtar är skrivna och komponerade av Plura Jonsson om inget annat anges. 
| Nr  | Titel                         | Kompositör                           | Notering | Längd |
| --- | ----------------------------- | ------------------------------------ | -------- | ----- |
| 1.  | Som om du var här             |                                      |          | 3:54  |
| 2.  | Allt det här som gör så ont   |                                      |          | 3:23  |
| 3.  | Samma sort                    | Text: Peter LeMarc och Plura Jonsson |          | 3:24  |
| 4.  | Inte ens hundarna vill ha dig |                                      |          | 2:57  |
| 5.  | Nådens hand                   |                                      |          | 4:13  |
| 6.  | Djävulens vagn                |                                      |          | 5:55  |
| 7.  | Två hjärtan                   |                                      |          | 3:43  |
| 8.  | Du älskar inte mig            |                                      |          | 3:14  |
| 9.  | Vilken underbar värld         |                                      |          | 3:35  |
| 10. | 27                            |                                      |          | 10:16 |
| 11. | Huvudet högt                  |                                      |          | 2:50  |

### EP:nLimbo+
Alla låtar är skrivna och komponerade av Plura Jonsson om inget annat anges. 
| Nr | Titel                 | Kompositör    | Notering | Längd |
| -- | --------------------- | ------------- | -------- | ----- |
| 1. | Limbo                 |               |          | 4:09  |
| 2. | Min största affär     |               |          | 3:56  |
| 3. | Följ mig              |               |          | 5:37  |
| 4. | Var det inte vi igår? | Carla Jonsson |          | 3:02  |

## Medverkande

### Eldkvarn
- Plura Jonsson - sång, gitarr
- Carla Jonsson - gitarrer, kör, sång på "Var det inte vi igår?"
- Tony Thorén - bas, kör
- Claes von Heijne - piano, syntheziser
- Werner Modiggård - trummor, slagverk och kör

### Övriga
- Christer Jansson - trummor
- Peter LeMarc - munspel, kör
- Lotta Johansson - såg

## Listplaceringar
| Lista (1999) | Topplacering |
| ------------ | ------------ |
| Sverige      | 7            |